# Воронежське-3
Воро́нежське-3 (рос. Воронежское-3) — село у складі Хабаровського району Хабаровського краю, Росія. Входить до складу Мічурінського сільського поселення.

## Населення
Населення — 29 осіб (2010; 98 у 2002).
Національний склад (станом на 2002 рік):
- росіяни — 90 %